# Relations entre le Danemark et la Géorgie
Les relations entre la Géorgie et le Danemark font référence aux relations actuelles et historiques entre le Danemark et la Géorgie. Le Danemark est représenté en Géorgie par l'intermédiaire de son ambassade à Kiev, en Ukraine. La Géorgie possède une ambassade à Copenhague. Le Danemark soutient la Géorgie pour qu'elle devienne membre de l'Union européenne et de l'OTAN.

## Historique
Les relations diplomatiques entre la Géorgie et le Danemark sont établies le 1er juillet 1992. En 2007, le Danemark et la Géorgie signent un mémorandum dans le domaine de la migration. Le 22 avril 2009, un accord militaire est signé entre le Danemark et la Géorgie.
Le Premier ministre Anders Fogh Rasmussen condamne l'« attaque » de la Russie contre la province géorgienne d'Ossétie du Sud, bien qu'il affirme qu'il est difficile de « se mettre à l'arrière-plan » du conflit dans la province séparatiste. En février 2010, la délégation danoise à l'Assemblée parlementaire du Conseil de l'Europe, déclare que « la communauté internationale aimerait que la Russie respecte ses obligations à l'égard de la Géorgie, et que la pression sur la Russie devait donc être accrue ».

## Relations économiques
En 2000, les exportations géorgiennes vers le Danemark s'élevent à 500,3 millions de dollars, tandis que les exportations danoises s'élevent à 2 771 millions de dollars. En 2010, les exportations géorgiennes s'élevent à 5 140 millions de dollars et les exportations danoises à 15 077 millions de dollars.

## Aide au développement
Dans le "programme de voisinage", la Géorgie a une priorité élevée. Quatre millions de dollars sont accordés à un programme pour la bonne gouvernance et les droits de l'homme en Géorgie et un programme pour les personnes déplacées. Pendant la guerre de 2008, la Croix-Rouge danoise envoie 1 million de DKK aux victimes. 
Après la guerre d'août 2008, le Danemark multiplie par 10 l'aide à la Géorgie,. Le Danemark aide à la hauteur de 71 millions de couronnes danoises la Géorgie pour le secteur privé, la démocratie et les droits de l'homme.

## Visites d'État
Le Premier ministre danois Anders Fogh Rasmussen effectue une visite en Géorgie le 27 novembre 2008, où il rencontre le président géorgien Mikheil Saakachvili, le Premier ministre Grigol Mgaloblichvili et le président du Parlement Davit Bakradze. Le ministre danois des Affaires étrangères, Per Stig Møller, rencontre des politiciens de l'opposition géorgienne en octobre 2009. Per Stig Møller se rend également à Soukhoumi, en Abkhazie, où il rencontre le ministre abkhaze des Affaires étrangères, Sergey Shamba. 
Le président géorgien Mikheil Saakachvili se rend au Danemark pour la conférence des Nations unies sur les changements climatiques de 2009 à Copenhague.